# Galvão
Galvão là một đô thị thuộc bang Santa Catarina, Brasil. Đô thị này có diện tích 121,9 km², dân số năm 2007 là 3493 người, mật độ 32 người/km².